# Polyacrylique
Pour les articles homonymes, voir Acrylique.
Les polyacryliques ont pour formule générale (-CH2-CHCOOR-)n dans laquelle R est un atome d'hydrogène ou un radical alkyle. Ils sont à la base d'un grand nombre d'élastomères.
Le poly(acide acrylique) (R=H) de sigle PAA est hydrophile et utilisé par exemple comme agent épaississant des solutions aqueuses.
Ils sont thermoplastiques. Leurs utilisations principales sont :
- matériaux de structure moulés
- adhésifs
- fibres textiles
- revêtements de papiers
- finition de cuirs.

Le poly(méthacrylate de méthyle) (PMMA), dérivé de l'acide méthacrylique, fait partie des polyméthacryliques.

## Élastomères acryliques
Il s'agit de formes de caoutchouc synthétique dont le composant de base est un acrylate (à base d'acétate d'éthyle ou de butyle). Les élastomères acryliques sont résistants à la chaleur : ils peuvent ainsi supporter des températures aussi élevées que 170-180 °C, aussi bien dans l'air sec que dans l'huile. L'absence de liaison double les rend insensibles à l'ozone et peu sensibles aux ultra-violets.
On en distingue deux variétés : la plus ancienne, l'ACM (copolymère de l'acrylate et de l'éther 2-chloroethyl), contient du chlore ; l'autre est l'ANM (un copolymère de l'acrylate et de l'acrylonitrile).
Hormis la meilleure stabilité dans l'eau de l'ANM, ces deux variétés ne présentent pas de différences physiques, et sont également difficiles à mettre en forme car elles adhèrent irrégulièrement aux cylindres de calandrage.
Elles résistent mal aux basses températures : le point de saturation est −15 °C pour l'ACM et -28 ~ −30 °C pour l'ANM. Pour minimiser les déformations permanentes, la vulcanisation de l'ACM doit se faire au-dessous de 150 °C pendant 24 heures, alors que la vulcanisation de l'ANM est sensiblement plus rapide grâce à l'emploi combiné de graisse et de sulfures.
Elles n'ont pas de propriétés physiques particulières. La résistance aux chocs et à l'abrasion de l'ANM est même médiocre, et même ses propriétés isolantes sont inférieures à celles du nitrile et du butyle.
On les utilise surtout pour obturer les conteneurs de solvants organiques et en automobile.